# Agra max
Agra max – gatunek chrząszcza z rodziny biegaczowatych i podrodziny Lebiinae.

## Taksonomia
Gatunek ten został opisany po raz pierwszy w 2010 roku przez Terry'ego L. Erwina na podstawie pojedynczej samicy, odłowionej w lutym 1938 roku w Novej Teutonii, w brazylijskim stanie Santa Catarina. Epitet gatunkowy nadano na cześć karabidologa Maxa Liebke.
Wraz z pokrewnymi A. cruciaria, A. grace, A. minasianus, A. notpusilla, A. perforata, A. pseudopusilla oraz A. pusilla tworzy w obrębie rodzaju grupę gatunków pusilla.

## Morfologia
Chrząszcz o ciele długości 7 mm i szerokości 1,5 mm. Głowa i przedplecze są ubarwione metalicznie czarno z niebieskim połyskiem. Umiarkowanie wydłużona warga górna ma wierzchołkową krawędź ściętą. Punktowanie policzków i potylicy jest rozproszone i grube, miejscami oszczecone. Środek czoła jest wyniesiony i gładki, zaś boki wklęsłe i pomarszczone. Czułki są smoliste z lekkim, niebieskim połyskiem i z rudymi trzonkami. Przedplecze jest grubo i gęsto punktowane, pośrodku nieco rozszerzone. Pokrywy są matowe, w barwie błękitu. Ich kształt jest wyraźnie wypukły z nieco żebrowatymi międzyrzędami, sitkowatymi punktami w pojedynczych, a miejscami podwójnych rzędach na międzynerwiach oraz z niesymetrycznymi ząbkami u wierzchołków. Szczecinki na zapiersiu są rzadko rozmieszczone. Odnóża mają dwubarwne uda.

## Ekologia i występowanie
Chrząszcz ten jest arborikolem, zasiedlającym piętro koron drzew w równikowych lasach deszczowych, gdzie poluje na drobne stawonogi. Owady dorosłe są długoskrzydłe, zdolne do lotu. Bywają wabione przez sztuczne źródła światła. Obserwowane były w porze suchej. Larwy z rodzaju Agra przechodzą rozwój pod korą drzew, ale zdarza im się opuszczać kryjówki.
Owad neotropikalny, zamieszkujący średnie wysokości w obszarze Mata Atlântica. Gatunek endemiczny dla Brazylii, znany tylko z lokalizacji typowej.